# Совіна Євдокія Омелянівна
Євдокія Омелянівна Совіна (22 березня 1928 — ?) — українська радянська діячка, новатор сільськогосподарського виробництва, доярка колгоспу імені Свердлова Красноармійського району Донецької області. Депутат Верховної Ради УРСР 7-го скликання.

## Біографія
У 1960-ті роки — доярка колгоспу імені Свердлова села Красне Красноармійського району Донецької області.
Потім — на пенсії у селі Красне Красноармійського району (тепер — село Сонцівка Покровського району) Донецької області.

## Нагороди
- ордени
- медалі